# البيض (مدينة)
البيّض مدينة جزائرية عاصمة ولاية البيض. تحيط بالمدينة الجبال من الجنوب والشمال والشمال الشرقي عدد سكانها حوالي مائتي ألف نسمة. تعتمد على الرعي والزراعة وتزخر المنطقة بالأغنام والماشية ذات الجودة الرفيعة.

## المناخ
تمتاز ببردها الشديد في الشتاء وحرها في الصيف تجمع بين كونها تطل على الصحراء وكونها تعتبر من مناطق الهضاب العليا فمناخها مصنف على أنه قاري حيث تتميز بجو بارد جداً تصل درجات الدنيا إلى أكثر من 9 درجات مئوية تحت الصفر وتساقط كميات ثلوج تجعل من المنطقة تظهر بمنظر خلاب كما تمتاز المنطقة بعواصف رملية بسبب الرياح الجنوبية الشمالية وأمطار طمية عديمة الأحماض.

## تاريخ المنطقة
أما تاريخيا فتعد من أقدم المناطق في الجزائر ذلك لوجود حفريات وآثار الديناصورات.[بحاجة لمصدر]
في سنة 1852 أنشأ الجنرال بليسي أول قاعدة عسكرية في المنطقة، وكان سيطلق عليها اسم ليني فيل نسبة للعقيد ديلني لكنها في الأخير سميت جيري فيل عن اسم العقيد جيري الذي دخل المنطقة سنة 1843.

## النشاطات
- الزراعة: عرفت المساحة المخصصة لزراعة الحبوب (القمح  والشعير) بولاية البيض توسعا ملحوظا في السنوات الأخيرة بفضل التحفيزات التي  تقدمها الدولة للمزارعين واستخدام التقنيات الحديثة في الري الفلاحي.[3]
- الرياضة : الجانب الرياضي فتعددت الرياضات ولعل أهمها كرة القدم إذ يعود تاريخ تأسيس فريق المنطقة منذ الثلاثينيات، بالإضافة إلى فريق كرة الطائرة.
- السياحة : في المدينة وكالة سياحية هي وكالة كسال و 3 فنادق هي : فندق كسال وفندق الوئام وفندق عين المهبولة. يتميز سكان المدينة بالكرم وحسن الضيافة واشتهارها بتقديم أكلة الكسكس في المناسبات.
- الصناعات : يوجد بعض الصناعات التقليدية وهي صناعات كثيرة كتزيين السيارات وتطريز القماش وغيرها من الصناعات التقليدية التي تجذب الناظر .

1. ↑  Bayadh إحصاء سكان ولاية البيض (2008). [وصلة مكسورة] نسخة محفوظة 04 مارس 2016 على موقع واي باك مشين.
2. ↑  GeoNames (بالإنجليزية), 2005, QID:Q830106
3. ↑  "البيض : توسع ملحوظ في مساحة زراعة الحبوب رغم الطابع الرعوي للولاية". مؤرشف من الأصل في 2022-12-29.